# Serrasentis mujibi
Serrasentis mujibi är en hakmaskart som beskrevs av Bilgees 1972. Serrasentis mujibi ingår i släktet Serrasentis och familjen Rhadinorhynchidae. Inga underarter finns listade i Catalogue of Life.